# Rue de la Halle (Lille)
La rue de la Halle est une rue de Lille, dans le Nord, en France. 

## Situation et accès
Cette rue du quartier du Vieux-Lille relie la rue Voltaire à l'avenue du Peuple-Belge. La rue coupée, par la Rue Saint-André, figure parmi les îlots regroupés pour l'information statistique (IRIS N° 0205 - VIEUX LILLE 5) de Lille, tels que l'Insee les a établis en 1999.

## Historique
La rue fait partie du réseau de voies ouvertes à partir de 1670 dans l'espace de la ville agrandie par Vauban après la conquête de Lille par Louis XIV en 1667.

## Bâtiments remarquables et lieux de mémoire

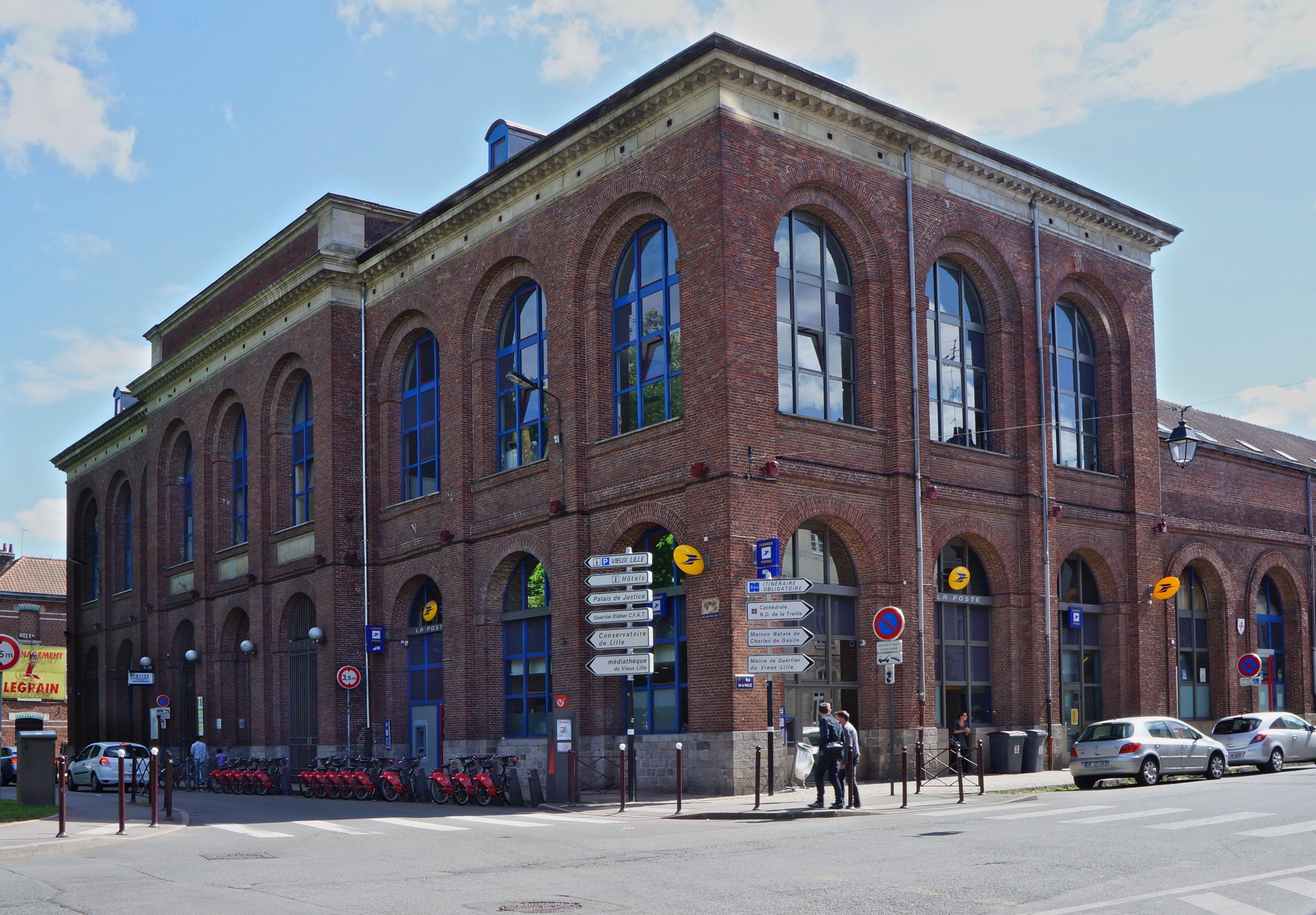
La Halle au sucre, au croisement de la rue des Archives et de la rue de la Halle

- La «Halle aux sucres», fut érigée en 1848 par Charles Benvignat face au quai de la basse Deûle à Lille pour abriter une halle au blé, un entrepôt des sucres indigènes et une halle aux étoffes[2]. La mairie de "Quartier Vieux-Lille" y a son siège.